# TNT SAT
TNT SAT ist ein verschlüsseltes digitales Fernsehpaket für Frankreich und Monaco, das seit 2007 von der Canal+-Gruppe über die Astra-Satelliten auf der Position 19.2° Ost ausgestrahlt wird.
Artikel 6 des Gesetzes No. 309 aus dem Jahre 2007 vom 5. März 2007 schreibt vor, dass die gesamte Bevölkerung von Frankreich (d. h. der europäischen Metropole) Fernsehen digital empfangen können soll, entweder über Antennenfernsehen (nach DVB-T), Breitbandkabel oder Satellit.
Auch nach Umstellung des Antennenfernsehens auf DVB-T konnte per Antenne und Kabel aber für 95 % der Bevölkerung versorgt werden. Um die „weißen Flecken“ abzudecken, wurden zwei Angebote auf Satelliten geschaffen, einmal das hier beschriebene Paket TNTSAT von Astra auf Position 19.2° Ost sowie Fransat auf Eutelsat West 5 auf 5.0° West, dem üblichen Direktempfangssatelliten für Frankreich.
Beide Pakete sind mit Viacrypt verschlüsselt, und die Karten werden nur an Personen mit Wohnsitz in Frankreich abgegeben.

## Strategie und Wettbewerb
TNTSAT wird von der Groupe Canal+ betrieben, welche wiederum 100-prozentige Tochter des Medienkonzerns Vivendi ist. Das Paket ging am 7. Juni 2007 auf 19.2° Ost auf Sendung.
TNT SAT ermöglicht den Empfang der 25 digitalen französischen Free-TV-Kanäle. Bis Ende Dezember 2014 wurden vier Millionen TNT-SAT-Dekoder verkauft.
Das Paket TNTSAT kann nur mit einem externen Receiver empfangen werden. TNTSAT führt eine lange Liste von zertifizierten Receivern auf. Anders als bei FRANSAT wird ein Empfang mit einem CAM CI+ nicht unterstützt, ist aber von privaten als möglich bezeichnet worden.
Der Empfang ist im Prinzip kostenlos, die Karte muss aber alle vier Jahre gegen ein Entgelt von 15 Euro ausgetauscht werden, was 2011, als die ersten Karten ausgetauscht werden mussten, zu großem Unmut führte.
Außerdem wird kritisiert, der Betreiber nutze die Kundendaten, um diesen das eigene Pay-TV-Angebot Canal+ und Canalsat anzubieten.

## Angebot
Die TNT-SAT-Angebot umfasst 25 Kanäle des Free-TV, einige freie Sender aus dem Angebot von Canal+, die 24 regionalen Varianten von France 3, mehrere freie Spartenkanäle auf Französisch und 36 Radioprogramme. Paris Première sendet jeden Tag von 18:00 bis 21:00 Uhr und Samstag und Sonntag von 09:30 bis 13:00 Uhr unverschlüsselt.
Legende
| SD-Sender                                        | SD-Sender, zeitweise frei empfangbar |
| HD-Sender                                        | HD-Sender, zeitweise frei empfangbar |
| HD-Sender, im Rahmen von Promoaktionen verfügbar | Nicht verfügbar                      |

Liste der französischen SD- und HD-Sender des Pakets TNT SAT über Astra 19,2° Ost
| Position | Name                          | Sprache | Anmerkungen                                     |
| -------- | ----------------------------- | --- | ----------------------------------------------- |
| 1        | TF1 HD                        | Französisch, Englisch                                                                                        |                                                 |
| 2        | France 2 HD                   | Französisch, Englisch                                                                                        |                                                 |
| 3        | France 3 HD                   | Französisch                                                                                                  | Regionalsender                                  |
| 4        | Canal+ HD                     | Französisch, Englisch                                                                                        |                                                 |
| 5        | France 5 HD                   | Französisch                                                                                                  |                                                 |
| 6        | M6 HD                         | Französisch, Englisch                                                                                        |                                                 |
| 7        | Arte HD                       | Französisch, Englisch, Deutsch                                                                               |                                                 |
| 8        | C8 HD                         | Französisch, Englisch                                                                                        |                                                 |
| 9        | W9 HD                         | Französisch, Englisch                                                                                        |                                                 |
| 10       | TMC HD                        | Französisch, Englisch                                                                                        |                                                 |
| 11       | TFX HD                        | Französisch, Englisch                                                                                        |                                                 |
| 12       | NRJ 12 HD                     | Französisch                                                                                                  |                                                 |
| 13       | LCP / Public Sénat HD         | Französisch                                                                                                  |                                                 |
| 14       | France 4 HD                   | Französisch, Englisch                                                                                        |                                                 |
| 15       | BFM TV                        | Französisch                                                                                                  |                                                 |
| 16       | CNews HD                      | Französisch                                                                                                  |                                                 |
| 17       | CStar HD                      | Französisch, Englisch                                                                                        |                                                 |
| 18       | Gulli HD                      | Französisch                                                                                                  |                                                 |
| 19       | France Ô HD                   | Französisch                                                                                                  |                                                 |
| 20       | HD1 HD                        | Französisch, Englisch                                                                                        |                                                 |
| 21       | L’Équipe 21                   | Französisch                                                                                                  |                                                 |
| 22       | 6ter HD                       | Französisch, Englisch                                                                                        |                                                 |
| 23       | Numéro 23 HD                  | Französisch, Englisch                                                                                        |                                                 |
| 24       | RMC Découverte                | Französisch, Englisch                                                                                        |                                                 |
| 25       | Chérie 25                     | Französisch, Englisch                                                                                        |                                                 |
| 26       | Canal+ Cinéma HD              | Französisch, Englisch                                                                                        |                                                 |
| 27       | Canal+ Sport HD               | Französisch, Englisch                                                                                        |                                                 |
| 28       | Canal+ Family HD              | Französisch, Englisch                                                                                        |                                                 |
| 29       | Canal+ Décalé HD              | Französisch, Englisch                                                                                        |                                                 |
| 30       | Canal+ Séries HD              | Französisch, Englisch                                                                                        |                                                 |
| 31       | Paris Première HD             | Französisch, Englisch                                                                                        | Der Sender überträgt nicht mehr frei empfangbar |
| 32       | Canal+ Sport                  | Französisch, Englisch                                                                                        | SD-Version von Canal+ Sport HD                  |
| 33       | Offres Canal Ready            | - | Werbung für Canal+/Canalsat-Abonnements         |
| 34       | CANAL EVENEMENT               | Französisch                                                                                                  |                                                 |
| 40       | France 24                     | Französisch                                                                                                  | Internationaler Nachrichtenkanal                |
| 41       | Euronews                      | Französisch, Persisch, Türkisch, Arabisch, Russisch, Portugiesisch, Spanisch, Italienisch, Englisch, Deutsch | Internationaler Nachrichtenkanal                |
| 51       | TF1                           | Französisch, Englisch                                                                                        | SD-Version von TF1 HD                           |
| 52       | France 2                      | Französisch, Englisch                                                                                        | SD-Version von France 2 HD                      |
| 56       | M6                            | Französisch, Englisch                                                                                        | SD-Version von M6 HD                            |
| 57       | Arte                          | Französisch, Englisch, Deutsch                                                                               | SD-Version von Arte HD                          |
| 300      | France 3                      | Französisch                                                                                                  |                                                 |
| 301      | France 3 Alpes                | Französisch                                                                                                  | Regionalsender                                  |
| 302      | France 3 Alsace               | Französisch                                                                                                  | Regionalsender                                  |
| 303      | France 3 Aquitaine            | Französisch                                                                                                  | Regionalsender                                  |
| 304      | France 3 Auvergne             | Französisch                                                                                                  | Regionalsender                                  |
| 305      | France 3 Basse-Normandie      | Französisch                                                                                                  | Regionalsender                                  |
| 306      | France 3 Bourgogne            | Französisch                                                                                                  | Regionalsender                                  |
| 307      | France 3 Bretagne             | Französisch                                                                                                  | Regionalsender                                  |
| 308      | France 3 Centre-Val de Loire  | Französisch                                                                                                  | Regionalsender                                  |
| 309      | France 3 Champagne-Ardenne    | Französisch                                                                                                  | Regionalsender                                  |
| 310      | France 3 Corse                | Französisch                                                                                                  | Regionalsender                                  |
| 311      | France 3 Côte d’Azur          | Französisch                                                                                                  | Regionalsender                                  |
| 312      | France 3 Franche-Comté        | Französisch                                                                                                  | Regionalsender                                  |
| 313      | France 3 Haute-Normandie      | Französisch                                                                                                  | Regionalsender                                  |
| 314      | France 3 Languedoc-Roussillon | Französisch                                                                                                  | Regionalsender                                  |
| 315      | France 3 Limousin             | Französisch                                                                                                  | Regionalsender                                  |
| 316      | France 3 Lorraine             | Französisch                                                                                                  | Regionalsender                                  |
| 317      | France 3 Midi-Pyrénées        | Französisch                                                                                                  | Regionalsender                                  |
| 318      | France 3 Nord-Pas-de-Calais   | Französisch                                                                                                  | Regionalsender                                  |
| 319      | France 3 Paris Île-de-France  | Französisch                                                                                                  | Regionalsender                                  |
| 320      | France 3 Pays de la Loire     | Französisch                                                                                                  | Regionalsender                                  |
| 321      | France 3 Picardie             | Französisch                                                                                                  | Regionalsender                                  |
| 322      | France 3 Poitou-Charentes     | Französisch                                                                                                  | Regionalsender                                  |
| 323      | France 3 Provence-Alpes       | Französisch                                                                                                  | Regionalsender                                  |
| 324      | France 3 Rhône-Alpes          | Französisch                                                                                                  | Regionalsender                                  |

Liste der französischen Radiosender des Pakets TNT SAT über Astra 19,2° Ost
| Position | Name                        |
| -------- | --------------------------- |
| 100      | France Culture              |
| 101      | France Musique              |
| 102      | FIP                         |
| 103      | France Info                 |
| 104      | France Inter                |
| 105      | France Bleu 107.1           |
| 106      | Mouv'                       |
| 107      | Monte Carlo Doualiya        |
| 108      | Radio France internationale |
| 110      | Europe 1                    |
| 111      | Virgin Radio France         |
| 112      | RFM                         |
| 113      | RTL                         |
| 114      | RTL2                        |
| 115      | Fun Radio                   |
| 117      | NRJ                         |
| 118      | Chérie FM                   |
| 119      | Rire et Chansons            |
| 120      | Nostalgie la légende        |
| 121      | RMC Info                    |
| 122      | BFM Business                |
| 123      | Sud Radio                   |
| 124      | TSF Jazz                    |
| 125      | Radio Nova                  |
| 126      | FG                          |
| 128      | Contact FM                  |
| 130      | Jazz Radio                  |
| 131      | Skyrock                     |
| 132      | Radio Classique             |
| 134      | OÜI FM                      |
| 137      | Radio Notre-Dame            |
| 138      | Radio Alfa                  |
| 140      | Beur FM                     |
| 143      | BBC World Service English   |
| 144      | BBC World Service Arabic    |
| 146      | Radio Courtoisie            |